# 山形県議会
山形県議会（やまがたけんぎかい）は、山形県に設置されている議会である。

## 組織概要
- 定数：43人
- 任期：4年
- 選挙区：各郡市町村を選挙区とする中選挙区制（単記非移譲式）、1人区は小選挙区制
- 前回選挙：2023年(令和5年)4月9日投票[1]

- 正副議長
  - 議長：田沢伸一（自由民主党）：東田川郡区（2025年3月19日～）
  - 副議長：楳津博士（自由民主党）：寒河江市・西村山郡区（2025年3月19日～）

### 委員会
常任委員会
- 総務委員会
- 文教公安委員会
- 厚生環境委員会
- 農林水産委員会
- 商工労働観光委員会
- 建設委員会

議会運営委員会
特別委員会
- 予算特別委員会
- 防災減災・持続可能な地域づくり対策特別委員会
- 産業人材確保・生産性向上対策特別委員会
- 子育て支援・生涯活躍対策特別委員会

### 事務局
- 議会事務局[2]
  - 総務課
  - 議事調査課
    - 政策調査室

  - 図書室

## 構成
| 会派                 | 議員数 | 政党                                                               | 女性議員数 | 女性議員の比率(%) |
| -------------------- | ------ | ------------------------------------------------------------------ | ---------- | ----------------- |
| 自由民主党           | 26     |                                                                    | 1          | 3.8               |
| 県政クラブ           | 14     | 立憲民主党3・国民民主党1・無所属10（うち立憲民主党1・国民民主党1） | 5          | 35.7              |
| 日本共産党山形県議団 | 2      |                                                                    | 0          | 0                 |
| 公明党               | 1      |                                                                    | 0          | 0                 |
| 欠員                 | 0      |                                                                    |            |                   |
| 計                   | 43     |                                                                    | 6          | 13.9              |

## 選挙区・議員
選挙区、議員、選挙区内市町村の名称・氏名及び順序、所属会派は山形県ホームページに、所属党派は各政党の山形県支部及び各種報道に拠った。
| 選挙区             | 定数 | 議員氏名    | 所属会派             | 所属党派   | 選挙区内市町村                                           |
| ------------------ | ---- | ----------- | -------------------- | ---------- | -------------------------------------------------------- |
| 山形市             | 9    | 石川 渉     | 日本共産党山形県議団 | 日本共産党 | 山形市                                                   |
| 山形市             | 9    | 伊藤 香織   | 自由民主党           | 自由民主党 | 山形市                                                   |
| 山形市             | 9    | 梅津 庸成   | 県政クラブ           | 国民民主党 | 山形市                                                   |
| 山形市             | 9    | 遠藤 和典   | 自由民主党           | 自由民主党 | 山形市                                                   |
| 山形市             | 9    | 奥山 誠治   | 自由民主党           | 自由民主党 | 山形市                                                   |
| 山形市             | 9    | 菊池 文昭   | 公明党               | 公明党     | 山形市                                                   |
| 山形市             | 9    | 髙橋 啓介   | 県政クラブ           | 立憲民主党 | 山形市                                                   |
| 山形市             | 9    | 松井 愛     | 県政クラブ           | 立憲民主党 | 山形市                                                   |
| 山形市             | 9    | 吉村 和武   | 県政クラブ           | 無所属     | 山形市                                                   |
| 米沢市             | 3    | 相田 光照   | 自由民主党           | 自由民主党 | 米沢市                                                   |
| 米沢市             | 3    | 木村 忠三   | 県政クラブ           | 無所属     | 米沢市                                                   |
| 米沢市             | 3    | 渋間 佳寿美 | 自由民主党           | 自由民主党 | 米沢市                                                   |
| 鶴岡市             | 5    | 石塚 慶     | 自由民主党           | 自由民主党 | 鶴岡市                                                   |
| 鶴岡市             | 5    | 今野 美奈子 | 県政クラブ           | 無所属     | 鶴岡市                                                   |
| 鶴岡市             | 5    | 佐藤 正胤   | 自由民主党           | 自由民主党 | 鶴岡市                                                   |
| 鶴岡市             | 5    | 関 徹       | 日本共産党山形県議団 | 日本共産党 | 鶴岡市                                                   |
| 鶴岡市             | 5    | 髙橋 淳     | 県政クラブ           | 無所属     | 鶴岡市                                                   |
| 酒田市・飽海郡     | 5    | 阿部 ひとみ | 無所属               | 無所属     | 酒田市・遊佐町                                           |
| 酒田市・飽海郡     | 5    | 石黒 覚     | 県政クラブ           | 立憲民主党 | 酒田市・遊佐町                                           |
| 酒田市・飽海郡     | 5    | 江口 暢子   | 県政クラブ           | 無所属     | 酒田市・遊佐町                                           |
| 酒田市・飽海郡     | 5    | 梶原 宗明   | 自由民主党           | 自由民主党 | 酒田市・遊佐町                                           |
| 酒田市・飽海郡     | 5    | 森田 廣     | 自由民主党           | 自由民主党 | 酒田市・遊佐町                                           |
| 新庄市             | 2    | 石川 正志   | 県政クラブ           | 無所属     | 新庄市                                                   |
| 新庄市             | 2    | 佐藤 文一   | 自由民主党           | 自由民主党 | 新庄市                                                   |
| 寒河江市・西村山郡 | 3    | 阿部 恭平   | 自由民主党           | 自由民主党 | 寒河江市・河北町・西川町・朝日町・大江町                 |
| 寒河江市・西村山郡 | 3    | 楳津 博士   | 自由民主党           | 自由民主党 | 寒河江市・河北町・西川町・朝日町・大江町                 |
| 寒河江市・西村山郡 | 3    | 橋本 彩子   | 県政クラブ           | 立憲民主党 | 寒河江市・河北町・西川町・朝日町・大江町                 |
| 上山市             | 1    | 遠藤 寛明   | 自由民主党           | 自由民主党 | 上山市                                                   |
| 村山市             | 1    | 能登 淳一   | 自由民主党           | 自由民主党 | 村山市                                                   |
| 長井市・西置賜郡   | 2    | 青木 彰榮   | 県政クラブ           | 無所属     | 長井市・小国町・白鷹町・飯豊町                           |
| 長井市・西置賜郡   | 2    | 五十嵐 智洋 | 自由民主党           | 自由民主党 | 長井市・小国町・白鷹町・飯豊町                           |
| 天童市             | 2    | 森谷 仙一郎 | 自由民主党           | 自由民主党 | 天童市                                                   |
| 天童市             | 2    | 矢吹 栄修   | 自由民主党           | 自由民主党 | 天童市                                                   |
| 東根市             | 2    | 齋藤 俊一郎 | 県政クラブ           | 国民民主党 | 東根市                                                   |
| 東根市             | 2    | 高橋 弓嗣   | 自由民主党           | 自由民主党 | 東根市                                                   |
| 尾花沢市・北村山郡 | 1    | 加賀 正和   | 自由民主党           | 自由民主党 | 尾花沢市・大石田町                                       |
| 南陽市             | 1    | 柴田正人    | 自由民主党           | 自由民主党 | 南陽市                                                   |
| 東村山郡           | 1    | 鈴木 学     | 自由民主党           | 自由民主党 | 山辺町・中山町                                           |
| 最上郡             | 2    | 伊藤 重成   | 自由民主党           | 自由民主党 | 金山町・最上町・舟形町・真室川町・大蔵村・鮭川村・戸沢村 |
| 最上郡             | 2    | 小松 伸也   | 自由民主党           | 自由民主党 | 金山町・最上町・舟形町・真室川町・大蔵村・鮭川村・戸沢村 |
| 東置賜郡           | 2    | 相田 日出夫 | 自由民主党           | 自由民主党 | 高畠町・川西町                                           |
| 東置賜郡           | 2    | 舩山 現人   | 自由民主党           | 自由民主党 | 高畠町・川西町                                           |
| 東田川郡           | 1    | 田澤 伸一   | 自由民主党           | 自由民主党 | 庄内町・三川町                                           |

## 議員報酬等
| 役職   | 報酬            | 政務活動費                         |
| ------ | --------------- | ---------------------------------- |
| 議長   | 月額 90万4000円 | 会派／月額 3万円 個人／月額 28万円 |
| 副議長 | 月額 80万7000円 | 会派／月額 3万円 個人／月額 28万円 |
| 議員   | 月額 77万8000円 | 会派／月額 3万円 個人／月額 28万円 |

- 別途、年2回期末手当あり
- 政務活動費の残金は県に返還する義務がある
- 議員年金は2011年（平成23年）6月1日で廃止されている

## 不祥事

### 政務活動費の不正受給
- 2021年11月、野川政文県議が架空の人件費を計上し、政務活動費を不正に受給していたとして議員辞職。[14][15]

## 主な県議会出身者
国会議員
- 遠藤利明 - 衆議院議員
- 菊池大二郎 - 衆議院議員
- 阿部昭吾 - 元衆議院議員
- 石川長右衛門 - 元衆議院議員
- 江口勝之助 - 元衆議院議員
- 遠藤武彦 - 元衆議院議員
- 木村武雄 - 元衆議院議員
- 斎藤金吾 - 元衆議院議員
- 佐藤啓 - 元衆議院議員
- 須藤美也子 - 元参議院議員
- 近岡理一郎 - 元衆議院議員
- 星川保松 - 元参議院議員、元尾花沢市長
- 吉泉秀男 - 元衆議院議員
- 和嶋未希 - 元衆議院議員

首長
- 金澤忠雄 - 元山形市長
- 吉村和夫 - 元山形市長
- 大沼保吉 - 元山形市長
- 土田正剛 - 東根市長
- 山科朝則 - 新庄市長
- 中川勝 - 元米沢市長
- 高橋幸翁 - 元米沢市長
- 永田亀昭 - 元上山市長
- 鈴木行男 - 元上山市長
- 遠藤登 - 元天童市長
- 結城吉之助 - 元村山市長
- 加藤国洋 - 元尾花沢市長

その他
- 叶内長兵衛 - 殖産相互銀行社長
- 前田巌 - 前田製管創業者